# Upjohn

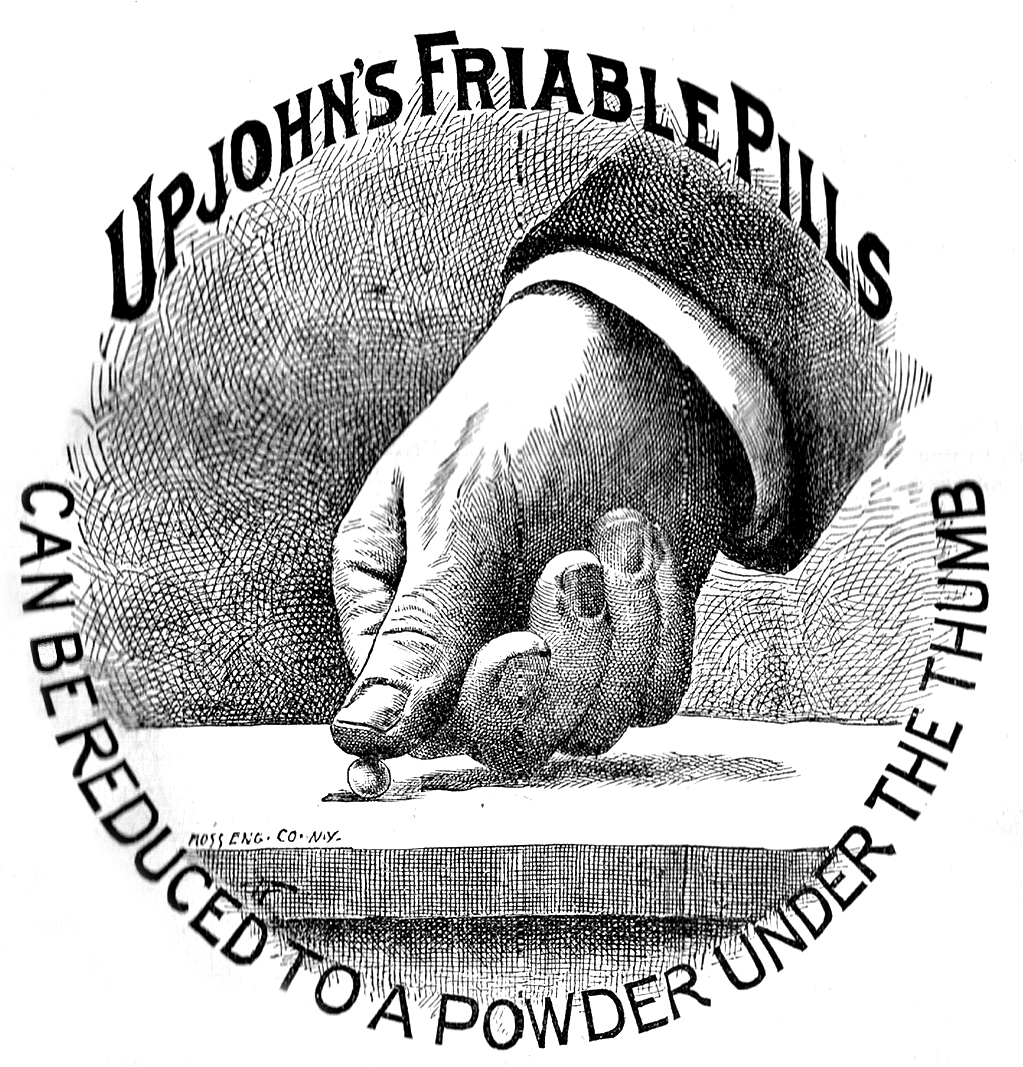
Logotyp för Upjohn Pill & Granule, senare The Upjohn Company, med deras fras Can be reduced to a powder under the thumb.

The Upjohn Company var ett läkemedelsföretag grundat år 1886 i Kalamazoo, Michigan av William E. Upjohn, en läkare med utbildning från University of Michigan. Företaget bildades med inriktning på tillverkning av piller som var lätta att sönderdela, vilket skulle göra läkemedlen lätta att ta. Dessa piller kunde "reduceras till pulver med tummen", vilket var en effektivt marknadsföringsargument vid denna tid.
En av de stora insatserna som gjordes av forskare vid Upjohn var att utveckla en process för storskalig produktion av kortison. Svårigheten i framställningen var att få in en syreatom i position 11 i steroidskelettet. Tidigare var det enda kända sättet en lång syntesväg från cholsyra som kunde isoleras ur galla. 1952 presenterade två biokemister vid Upjohn, Dury Peterson och Herb Murray, en framställningsmetod som byggde på jäsning av steroiden progesteron med en mögelsvamp i familjen Rhizopus. Under de följande åren utvecklade en grupp av kemister under John Hogg en process för att framställa kortison från stigmasterol, en sterol som finns i sojabönor. Senare omvandlade Upjohn tillsammans med Ernst Schering kortison till den mer potenta steroiden prednison genom en bakteriejäsning.
Några av Upjohns mest kända läkemedel var Xanax, Halcion, Motrin, Lincocin och Rogaine.
1995 gick Upjohn ihop med Pharmacia AB och bildade Pharmacia & Upjohn. 1997 sålde Pharmacia & Upjohn flera tidigare Upjohn-varumärken till Johnson & Johnson, bland annat Motrin och Cortaid. Pharmacia & Upjohn gick senare ihop med Monsanto och antog namnet Pharmacia. Företaget behöll Monsantos läkmedelsdel Searle och sålde av resten av företaget som blev "nya Monsanto". Återstoden av Upjohn ingår därefter i Pfizer. I Kalamazoo County finns fortfarande tillverkning, inklusive delar av Pfizers verksamhet inom veterinärmedicin.
Upjohn slogs i juni 2020 ihop med Mylan N. V. och bildade Viatris.